# مرسوم البطاطا

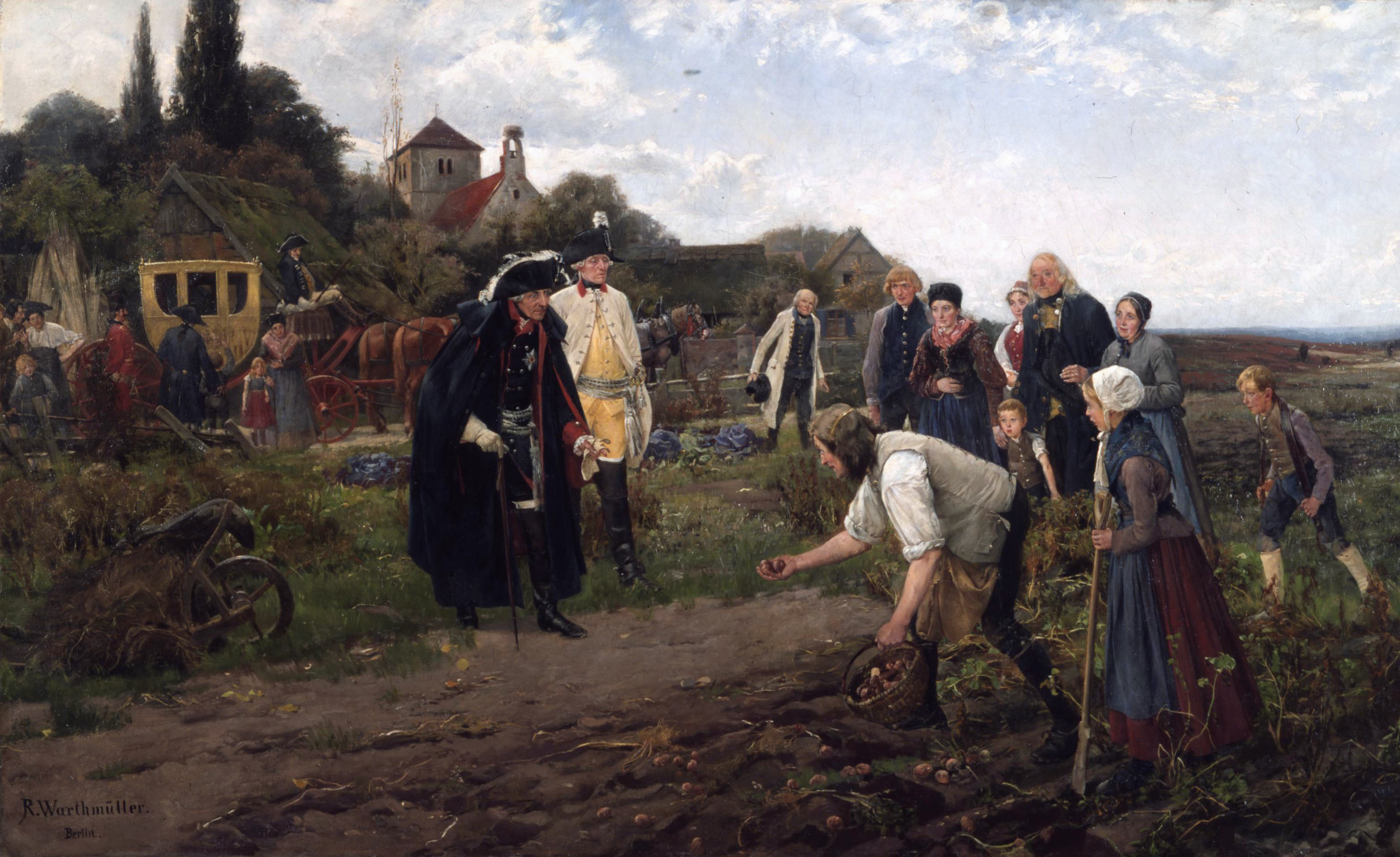
فريدريك الثاني ملك بروسيا أثناء تفقده حقول البطاطس، بريشة روبرت مولر، 1886.

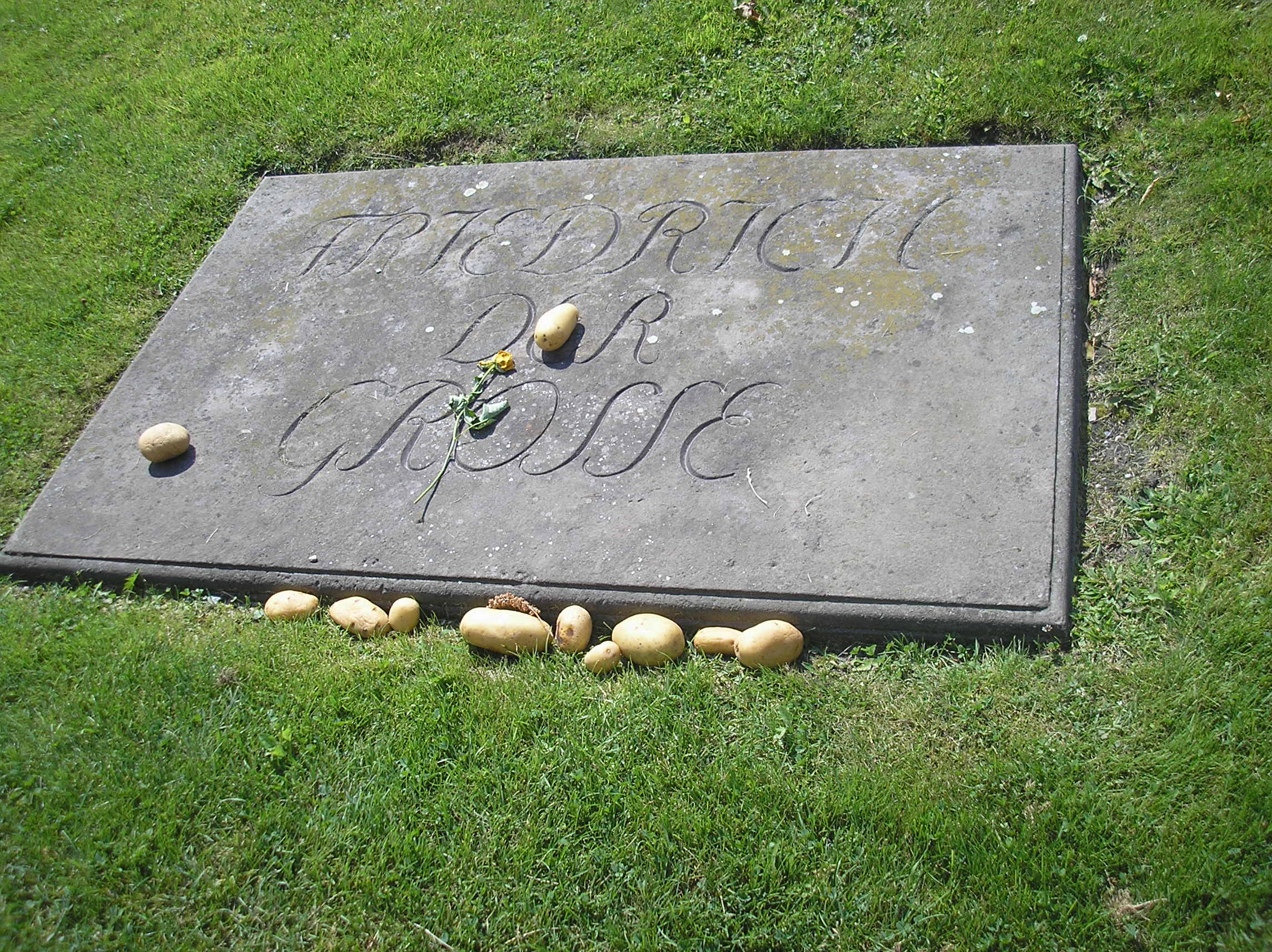
قبر فريدريك الثاني في قصر سانسوسي، حيث وضع الزوار البطاطس في ذكرى مرسوم.

مرسوم البطاطس هو مرسوم ملكي صدر في 24 مارس 1756، والمعروف بالإلمانية باسم Kartoffelbefehl، حيث أمر ملك بروسيا، فريدريك الثاني، جميع الضباط بإجبار رعيته على زراعة البطاطس.
ظهرت البطاطس في ألمانيا سنة 1565 من إسبانيا، حيث أحضرها الغزاة الإسبان من سلسلة جبال الأنديز. كما هو الحال في كل مكان في أوروبا، زرعت في البداية كزهرة زينة وليس لخصائصها الغذائية، حتى القرن الثامن عشر.
لإطعام عدد متزايد من السكان، فرض فريدريك الثاني ملك بروسيا زراعة البطاطس. لكن السكان ترددوا، فأصدر فريدريك هذا المرسوم لإجبارهم على زراعتها.
أينما وجدتم مساحة خالية، يجب زراعة البطاطس، فهي ليست ثمرة مفيدة فحسب، بل غنية أيضًا بحيث يُكافأ الجهد المبذول عليها جزيلا. (...)
على الرغم من نظامه وقوته، فشل فريدريك الثاني في تحقيق "زراعة الترمسوالبطاطس" مع بداية المجاعات.
لكن انتشار البطاطس وزراعتها حدثا بدعم من مراسيم أخرى. وفي عام 1785، أُدخلت البطاطس إلى جميع أنحاء ألمانيا.